# Utricularia cornuta
Utricularia cornuta este o specie de plante carnivore din genul Utricularia, familia Lentibulariaceae, ordinul Lamiales, descrisă de André Michaux. Conform Catalogue of Life specia Utricularia cornuta nu are subspecii cunoscute.